# 君の声と約束
「君の声と約束」（きみのこえとやくそく）は、2006年11月にリリースされた彩冷えるの通算10枚目のシングルである。発売元はSPEEDDISK。

## 解説
両タイプそれぞれ5000枚限定販売。

## 収録曲

### A Type
1. 君の声と約束
2. 0010

### B Type
1. 君の声と約束
2. Az